# ガチ★星
『ガチ★星』（ガチぼし）は、テレビ西日本で放送の連続ローカルドラマ、映画である。監督は江口カン。

## 概要
2013年に放送された『めんたいぴりり』以来、テレビ西日本が制作を手掛けるローカルドラマの第二弾。監督には前回同様江口カンを起用し、福岡県出身者やゆかりのある俳優陣を揃えて制作された。2018年春に4話分を再構成し映画化、全国公開された。

## あらすじ
プロ野球選手であった濱島浩司は、ある日所属球団から戦力外通告を受ける。妻子に去られ、自堕落な暮らしが続く中、行きつけのラーメン屋で競輪選手になることを勧められる。競輪選手になるため競輪学校に入学したが、学校では過酷なトレーニングだけでなく、20歳以上も年下の生徒たちからは冷たい視線にさらされる。

## 放送日
- 第1夜
  - 2016年4月21日(木) 24:40 - 25:10[2]
- 第2夜
  - 2016年4月28日(木) 24:25 - 24:55
- 第3夜
  - 2016年5月5日(木) 24:25 - 24:55
- 第4夜
  - 2016年5月12日(木) 24:35 - 25:05

再放送
- 2016年5月14日(土) 13:00 - 15:00

## 舞台
舞台は競輪発祥の地として知られる北九州市小倉。
キャスト
- 濱島浩司役 -  安部賢一
- 久松孝明役  - 福山翔大
- 濱島弥生役  - 林田麻里
- 上杉明役  -   船崎良
- 岩下洋一郎役 - 森崎健吾
- 入江健介役  -  伊藤公一
- 藤田隆二役  -  吉澤尚吾
- 矢山周作役  - 西原誠吾
- ラーメン屋の店主役  - 博多華丸
- 木下和秀役  -  モロ師岡
- 松永麻美役  -  古崎瞳
- 濱島康太役  -  木村聖哉

## スタッフ
- 脚本 - 金沢知樹
- 企画 - 空気（株）、（有）パイロン
- プロデューサー - 森川幸治、瀬戸島正治
- 監督 - 江口カン
- 特別協力 - （公財）JKA、RIZAP（株）、（有）メダリストプランニング
- 協力 - 北九州市、福岡市、久留米市、日本競輪選手会福岡支部
- 特別協賛 - ONIKU（山方屋）
- 配給 - マグネタイズ